# Rejon pustoszkowski
Rejon pustoszkowski (ros. Пустошкинский район) – jednostka administracyjna wchodząca w skład obwodu pskowskiego w Rosji.
Centrum administracyjnym rejonu jest miasto Pustoszka, a główne rzeki to: Wielikaja, Ałola, Uszcza, Niewiedrianka. W granicach rejonu usytuowane są centra administracyjne wiejskich osiedli: Ałol, Gultiai, Zabielje, Dołoscy, Szczukino.